# Estadio Francisco de la Hera
El Estadio Francisco de la Hera es un estadio de fútbol situado en Almendralejo (Badajoz, España) donde juega sus partidos como local el CD Extremadura del Grupo IV de la Segunda Federación. Anteriormente, el CF Extremadura, desde 1951 hasta la desaparición de la entidad en 2010 y, el Extremadura UD, desde 2007 hasta 2022, también jugaron en este estadio como local.

## Historia
El estadio antiguo fue inaugurado en 1951 y el primer partido que se disputó fue entre el CF Extremadura y el Sevilla FC, con victoria del visitante por 4 a 2.
Era un estadio pequeño cuya capacidad era de 6000 localidades, que casi no había sufrido cambios desde su inauguración, hasta que fue demolido en 1996 debido al ascenso del CF Extremadura a la Primera División de España y porque además no cumplía los requisitos para dicha categoría, por ello se construyó un nuevo estadio en el mismo lugar y con el mismo nombre.

### Construcción del nuevo estadio
El antiguo estadio no cumplía con los requisitos que pedía LaLiga y por ello se tuvo que construir el nuevo estadio. La obra supuso por entonces un verdadero récord ya que en solo 3 meses se derribó el antiguo estadio y sobre él se hizo el nuevo, para ello fue necesario establecer turnos entre día y noche. Su arquitecto fue Javier de la Hera Merino.
Ese mismo año, fue inaugurado en un partido contra el Real Betis Balompié que acabó 0-3. El primer gol fue el 2 de octubre de 1996 en la jornada 6 obra de Antonio en el minuto 70 que empataba momentáneamente el partido a 1 frente al Racing de Santander. El partido finalizó 1-2 a favor del equipo cántabro. 
La primera victoria llegaría el 19 de octubre de 1996 cuando el conjunto extremeño lograría vencer por 2 a 1 al Real Zaragoza gracias a dos goles de Gluscevic.

### Vuelta al fútbol profesional
Tras 15 años de ausencia, el Francisco de la Hera volvió a acoger partidos de fútbol profesional.
El primer encuentro fue el Extremadura UD contra el Deportivo de la Coruña el 24 de agosto de 2018, el resultado fue de 0-1 para los visitantes.
La primera victoria local fue el 12 de octubre de 2018 frente al Cádiz CF por 2-1.
A la siguiente temporada, de nuevo en LaLiga SmartBank, el estadio paso por una reforma donde se cambiaron los asientos, la iluminación y la megafonía.

## Estructura
El estadio está construido por una estructura de pilares de hormigón "in situ", el graderío se asienta en zancas prefabricadas de hormigón. Tanto la tribuna como la preferencia están techadas por una estructura metálica formada por perfileria sobre la que se ha dispuesto una chapa lacada. Para cerrar el exterior del graderío se ha utilizado una estructura metálica a base de chapa.
Para separar el graderío del terreno de juego se ha utilizado una valla metálica. Las zonas de acceso se han ejecutado con soleras de hormigón armado y fratasado y en ellas hay aseos públicos y bares para los aficionados.
Debajo de la tribuna se encuentran los vestuarios, la enfermería, los despachos, las taquillas, el gimnasio, el almacén de material, el almacén de ropa y la lavandería, en la planta alta de la tribuna se encuentra el resto de despachos y oficinas, la sala de juntas y el salón de trofeos. En la tribuna se encuentra el palco de autoridades con capacidad para 45 personas.